# Phacelia laxiflora
Phacelia laxiflora är en strävbladig växtart som beskrevs av Howell. Phacelia laxiflora ingår i Faceliasläktet som ingår i familjen strävbladiga växter. Inga underarter finns listade i Catalogue of Life.